# Aleksandr Dediushko
Aleksandr Víktorovich Dediushko (20 de mayo de 1962-3 de noviembre de 2007) fue un actor de televisión ruso, más conocido por sus dramas de guerra y la versión rusa de "Dancing with the Stars".
Nacido como Aliaksandr Dziadziushka (en bielorruso: Аляксандр Дзядзюшка, Dziadziushka) en Vawkavysk, Voblast Hrodna, Bielorrusia, trabajó con el Teatro de la Ciudad de Vladimir, desde 1989 hasta 1995. A partir de la década de 2000, Dediushko se convirtió en un  popular presentador de la televisión rusa, actor y cantante.
Dediushko murió junto con su esposa e hijo en un accidente automovilístico el 3 de noviembre de 2007, en Petushki, provincia de Vladímir, Rusia. Al parecer, perdió el control de su coche en una carretera congelada.

## Filmografía
- Vor (1997)
- DMB (2000)
- Taras Bulba (2007)